# اندریانکی
اندریانکی (به لهستانی:  Andryjanki) یک روستا در لهستان است که در گمینا بوتشکی واقع شده‌است.